# Francesco Gonzaga (vescovo 1546)
Il venerabile Francesco Gonzaga, al secolo Annibale (Gazzuolo, 31 luglio 1546 – Mantova, 11 marzo 1620), è stato un nobile, francescano e vescovo cattolico italiano.

## Biografia
Annibale Gonzaga nacque dal marchese Carlo, titolare della signoria di Gazzuolo, e da sua moglie Emilia Cauzzi Gonzaga.
Rimasto orfano del padre nel 1555, il marchese crebbe sotto la tutela del cardinale Ercole Gonzaga. Inviato nelle Fiandre alla corte di Filippo II di Spagna per essere avviato alla carriera militare, ebbe modo di seguire il re in Spagna dove invece maturò la propria vocazione religiosa.

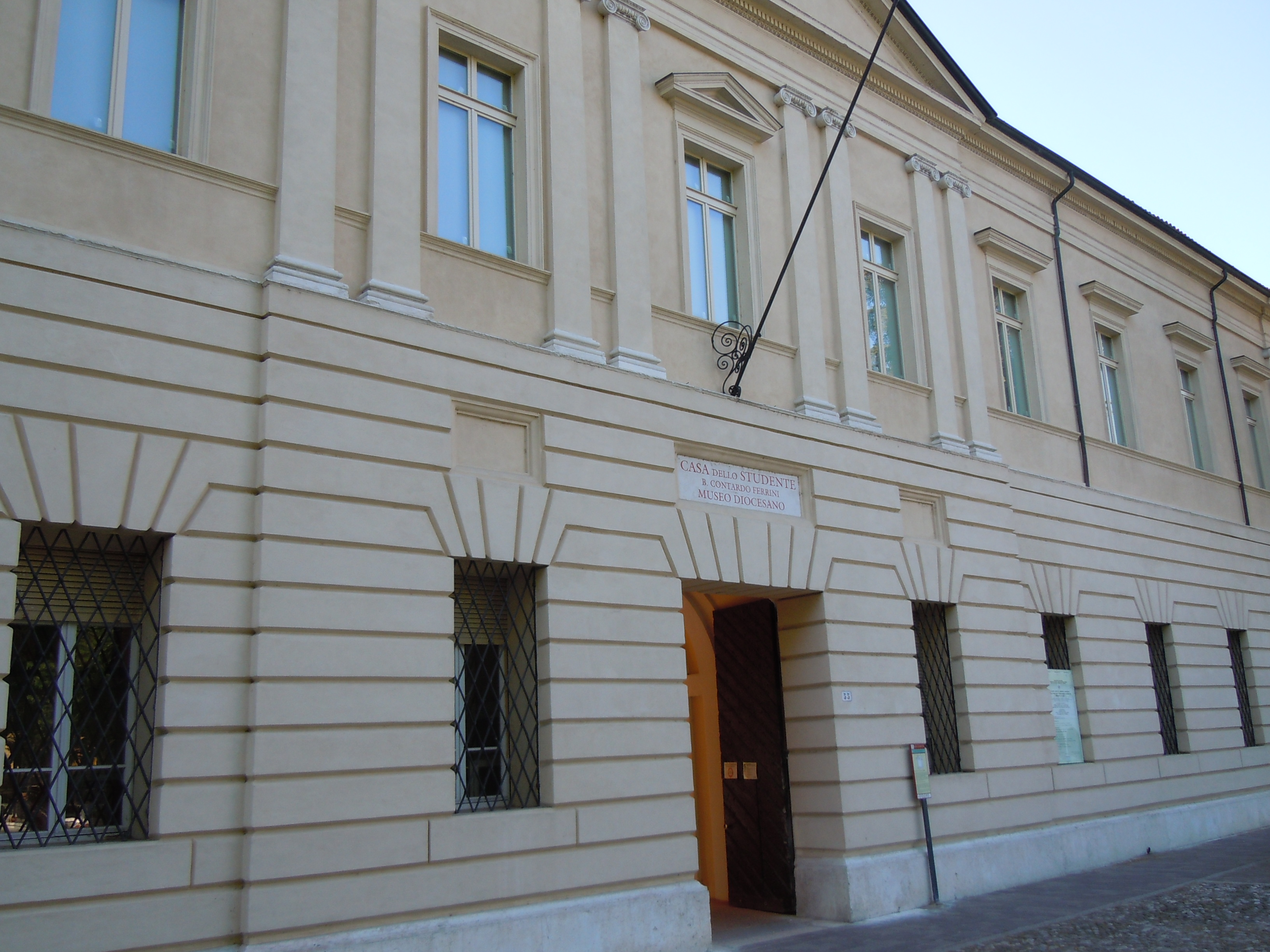
Mantova
Museo diocesano Francesco Gonzaga

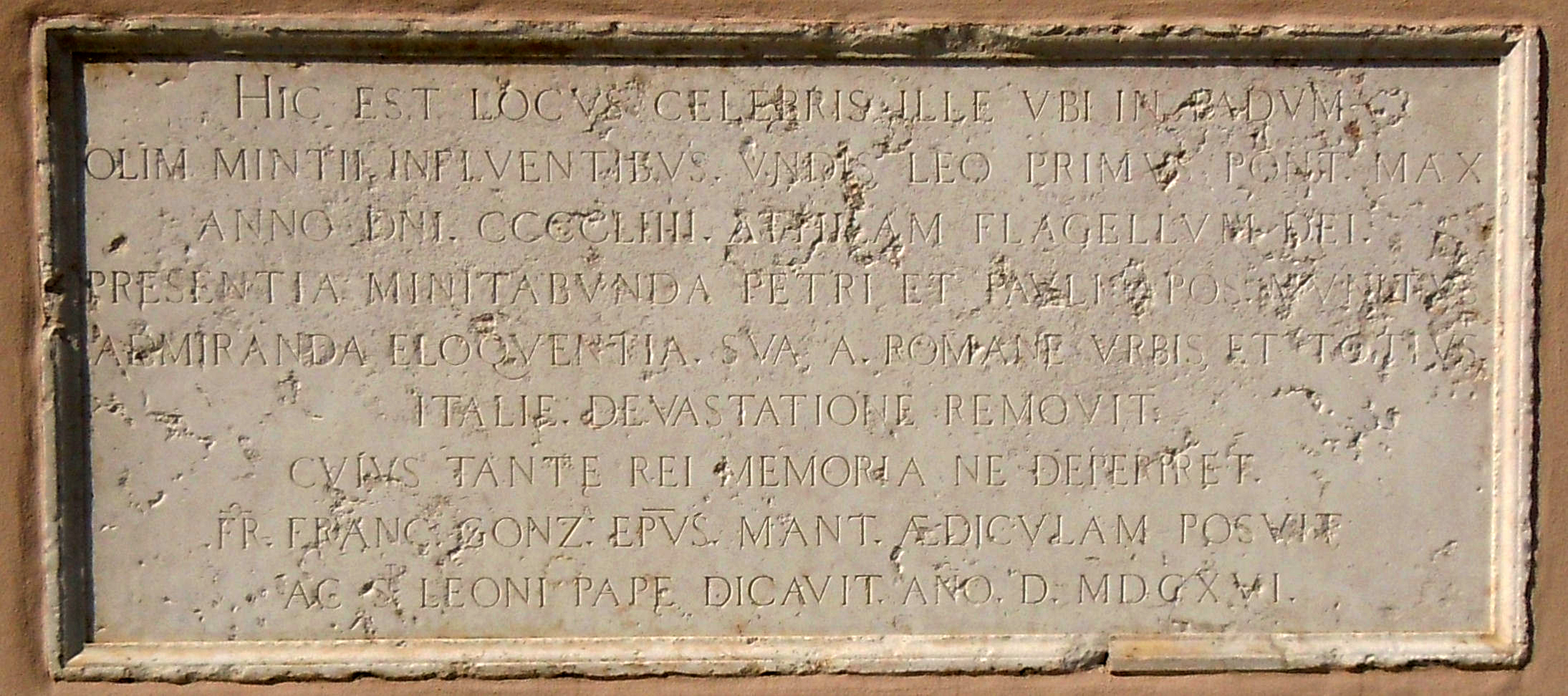
Governolo: lapide a ricordo dell'incontro tra Papa Leone I e Attila posta da Francesco Gonzaga nel 1616.

Decise di entrare nell'Ordine dei frati minori, assumendo il nome di Francesco; completati gli studi ad Alcalá e ordinato sacerdote a Toledo nel 1570, tornò in Italia per dedicarsi all'insegnamento della teologia. Ricoprì incarichi di responsabilità anche all'interno della famiglia francescana della provincia veneta di cui fu ministro provinciale.
Nel 1579, a soli 33 anni, fu eletto ministro generale dell'Ordine dei frati Minori e come tale si dedicò alla redazione di nuove costituzioni che permettessero ai frati di accogliere gli insegnamenti del Concilio di Trento.
Dalla fine del 1587 fu vescovo di Cefalù, impegnato nell'applicazione dei decreti tridentini prima di essere trasferito alla sede di Pavia. Nella città siciliana, promosse importanti modifiche al duomo, in linea con i dettami del Concilio, intraprese la completa ristrutturazione del palazzo vescovile e l'edificazione del seminario vescovile; fece costruire il convento di San Nicola di Bari a partire dal 1588.
La sua famiglia lo volle invece vescovo della città gonzaghesca; così dal 1593 fino alla morte sopraggiunta nel 1620, fu guida e pastore della diocesi di Mantova per la quale organizzò sei sinodi.
Nel 1594 modificò un'ala del palazzo episcopale, in modo da potervi ospitare il seminario. Notevoli furono gli interventi per il restauro e la decorazione interna del Duomo cittadino.
Nel 1596 papa Clemente VIII lo convocò a Roma per nominarlo nunzio apostolico a Parigi per due anni e partecipò all'opera di riconciliazione tra Francia e Spagna (pace di Vervins, 1598).
Finanziò migliorie nella chiesa di San Francesco a Mantova e invitò Camillo de Lellis ad aprire in Mantova un convento dei suoi frati ospedalieri.
Cedette il feudo di Ostiano, di cui era marchese, al nipote Scipione, primogenito del fratello Ferrante e principe di Bozzolo.

Morì a Mantova e fu sepolto nel Duomo.
Mentre è in corso il processo per la sua beatificazione, attualmente la Chiesa cattolica lo riconosce venerabile. Il museo diocesano di Mantova è dedicato a Francesco Gonzaga.

## Ascendenza
|                       |                      |                         | Genitori                |  |  | Nonni |  |  | Bisnonni              |  |  | Trisnonni           |  |
|                       |                      |                         |                         |  |  |       |  |  | Gianfrancesco Gonzaga |  |  | Ludovico II Gonzaga |  |
|                       |                      |                         |                         |  |  |       |  |  | Gianfrancesco Gonzaga |  |  | Ludovico II Gonzaga |  |
|                       |                      | Barbara di Brandeburgo  |                         |  |  |       |  |  | Gianfrancesco Gonzaga |  |  |                     |  |
| Pirro Gonzaga         |                      |                         |                         |  |  |       |  |  | Gianfrancesco Gonzaga |  |  |                     |  |
|                       |                      | Antonia del Balzo       | Pirro del Balzo         |  |  |       |  |  |                       |  |  |                     |  |
|                       |                      | Antonia del Balzo       | Pirro del Balzo         |  |  |       |  |  |                       |  |  |                     |  |
|                       |                      | Antonia del Balzo       | Maria Donata Orsini     |  |  |       |  |  |                       |  |  |                     |  |
| Carlo Gonzaga         |                      | Antonia del Balzo       |                         |  |  |       |  |  |                       |  |  |                     |  |
|                       |                      | Annibale II Bentivoglio | Giovanni II Bentivoglio |  |  |       |  |  |                       |  |  |                     |  |
|                       |                      | Annibale II Bentivoglio | Giovanni II Bentivoglio |  |  |       |  |  |                       |  |  |                     |  |
|                       |                      | Annibale II Bentivoglio | Ginevra Sforza          |  |  |       |  |  |                       |  |  |                     |  |
| Camilla Bentivoglio   |                      | Annibale II Bentivoglio |                         |  |  |       |  |  |                       |  |  |                     |  |
|                       |                      | Lucrezia d'Este         | Ercole I d'Este         |  |  |       |  |  |                       |  |  |                     |  |
|                       |                      | Lucrezia d'Este         | Ercole I d'Este         |  |  |       |  |  |                       |  |  |                     |  |
|                       |                      | Lucrezia d'Este         | Ludovica Condolmieri    |  |  |       |  |  |                       |  |  |                     |  |
| Francesco Gonzaga     |                      | Lucrezia d'Este         |                         |  |  |       |  |  |                       |  |  |                     |  |
|                       | Francesco II Gonzaga | Federico I Gonzaga      |                         |  |  |       |  |  |                       |  |  |                     |  |
|                       | Francesco II Gonzaga | Federico I Gonzaga      |                         |  |  |       |  |  |                       |  |  |                     |  |
|                       | Francesco II Gonzaga | Margherita di Baviera   |                         |  |  |       |  |  |                       |  |  |                     |  |
| Federico II Gonzaga   | Francesco II Gonzaga |                         |                         |  |  |       |  |  |                       |  |  |                     |  |
|                       |                      | Isabella d'Este         | Ercole I d'Este         |  |  |       |  |  |                       |  |  |                     |  |
|                       |                      | Isabella d'Este         | Ercole I d'Este         |  |  |       |  |  |                       |  |  |                     |  |
|                       |                      | Isabella d'Este         | Eleonora d'Aragona      |  |  |       |  |  |                       |  |  |                     |  |
| Emilia Cauzzi Gonzaga |                      | Isabella d'Este         |                         |  |  |       |  |  |                       |  |  |                     |  |
|                       |                      | Giacomo Boschetti       | Albertino V Boschetti   |  |  |       |  |  |                       |  |  |                     |  |
|                       |                      | Giacomo Boschetti       | Albertino V Boschetti   |  |  |       |  |  |                       |  |  |                     |  |
|                       |                      | Giacomo Boschetti       | Diamante Castaldi       |  |  |       |  |  |                       |  |  |                     |  |
| Isabella Boschetti    |                      | Giacomo Boschetti       |                         |  |  |       |  |  |                       |  |  |                     |  |
|                       |                      | Polissena Castiglioni   | Cristoforo Castiglione  |  |  |       |  |  |                       |  |  |                     |  |
|                       |                      | Polissena Castiglioni   | Cristoforo Castiglione  |  |  |       |  |  |                       |  |  |                     |  |
|                       |                      | Polissena Castiglioni   | Luigia Gonzaga          |  |  |       |  |  |                       |  |  |                     |  |
|                       |                      | Polissena Castiglioni   |                         |  |  |       |  |  |                       |  |  |                     |  |

## Opere
- (LA) De origine seraphicæ religionis franciscanæ, eiusque prograssibus [Origine della religione serafica francescana, e dei suoi progressi], Roma, 1587.

## Genealogia episcopale e successione apostolica
La genealogia episcopale è:
- Vescovo Alessandro Andreasi
- Vescovo Francesco Gonzaga

La successione apostolica è:
- Vescovo Guitard de Ratte (1597)

## Stemma
| Immagine | Blasonatura |
| -------- | --- |
| \| \|    | Francesco Gonzaga Vescovo Stemma della famiglia Gonzaga. Lo scudo, accollato a una croce astile d'oro, posta in palo, è timbrato da un cappello con cordoni e nappe di verde. Le nappe, in numero di dodici, sono disposte sei per parte, in cinque ordini di 1, 2, 3 |
|          | |